# ألان هيل
ألان هيل (بالإنجليزية: Alan Hale)‏ (و. 1958 – م) هو عالم فلك من الولايات المتحدة الأمريكية. ولد في تاتشيكاوا، طوكيو.

## التعليم
تعلم في جامعة نيومكسيكو الحكومية ‏.